# 3906 Chao
3906 Chao è un asteroide della fascia principale del diametro medio di circa 47,09 km. Scoperto il 31 maggio 1987 da Carolyn Shoemaker, presenta un'orbita caratterizzata da un semiasse maggiore pari a 2,9339578 UA e da un'eccentricità di 0,0704918, inclinata di 26,05272° rispetto all'eclittica.
È stato così battezzato in onore di Edward C. T. Chao